# Ranvoa
Ranvoa (na francuskom jeziku Renvoi tj.uzvraćanje ili vraćanje unazad) predstavlja institut Međunarodnog privatnog prava kojim se rešava izbor merodavnog prava kada kolizione norme domaćeg prava upućuju na kolizione norme druge države.

## Nastanak instituta
Slučaj Forgo – Forgo je bio Bavarski državljanin koji je imao od detinjstva domicil u Francuskoj. U Francuskoj je proživeo ceo svoj životni vek i njoj je i umro. Za života nije stekao državljanstvo Francuske niti zakonski domicil. Forgo je imao naslednike samo po majčinoj liniji koji su imali pravo na nasleđe po bavarskom naslednom pravu, ali ne i po francuskom, po kome bi naslednik lica bez krvnih srodnika bila francuska država. Francuska koliziona norma ukazivala je na bavarsko pravo, jer je bio bavarski državljanin, a nije imao francuski zakonski domicil. U takvoj situaciji je trebalo doći do primene bavarskog prava, međutim francuski sud je zastao i postavio pitanje da li koliziona norma upućuje na bavarsko nasledno, supstancijalno (materijalno), pravo ili na bavarsko pravo u celini?
Slučaj je rešen po koncepciji da francusko pravo upućuje na celokupno bavarsko pravo (koliziono upućivanje), jer je bio bavarski državljanin, dok je bavarska koliziona norma određivala merodavno pravo na osnovu faktičkog domicila, te da je merodavno francusko pravo (došlo je do tzv. uzvraćanja).

## Upućivanje, preupućivanje i uzvraćanje
Potrebno je razlikovati:
1. pravo države suda (lex fori) -od kojeg se polazi pri uzvraćanju i upućivanju (A)
2. prvoupućeno pravo - pravo na koje uputi koliziona norma prava države suda (B)
3. drugoupućeno pravo -pravo na koje uputi koliziona norma prvoupućeno prava (C)

a) Supstancijalno upućivanje - koliziona norma zemlje suda će uputi na supstancijalno pravo (materijalno) pravo određene zemlje i to će pravo biti merodavno za rešavanje datog slučaja
b) Koliziono upućivanje - koliziona norma  zemlje suda će uputiti na celo pravo, tj. kolizionu normu određene države, u zavisnosti od sadržine te (strane) kolizione norme može doći do različitih ishoda.
Moguće su tri situacije:
- (Upućivanje)  Kolizione norme zemlje suda upućuju na celokupno pravo druge zemlje, a kolizione norme te druge zemlje određuju da je merodavno njeno supstancijalno (materijalno) pravo. Tako da lanac upućivanja izgleda A-B-B.
- (Uzvraćanje) Kolizione norme zemlje suda upućuju na celokupno pravo druge zemlje, a kolizione norme te druge zemlje smatraju da je merodavno polazno pravo, pravo zemlje suda. Tako dolazi do uzvraćanja, pa je lanac upućivanja A-B-A.
- (Preupućivanje) Kolizione norme zemlje suda upućuju na celokupno pravo druge zemlje, a koliziono pravo te druge zemlje preuputi na pravo neke treće zemlje kao merodavno. Tada bi lanac izgledao kao A-B-C.

## Pretpostavke primene ranvoa
Postoje tri osnovna uslova ili pretpostavke za primenu instituta ranvoa:
- Prihvatanje stava ili koncepcije da domaće kolizione norme upućuju na neko pravo u celini (totalitetu), a ne samo na norme materijalnog prava
- Da kolizione norme lex fori i kolizione norme države na čije kolizione norme domaće pravo upućuje budu različite
- Da postoji takav raspored, splet ili sklop činjenica koji u konkretnom slučaju omogućuje da primena stranog prava (Lex cause) vodi uzvraćanju na domaće pravo ili upućivanju na pravo treće države.

## Primena i način rešavanja ranvoa
U uporednom međunarodnom privatnom pravu da bi se izbegli začarani krugovi beskonačnog upućivanja i preupućivanja postoje dve osnovne koncepcije primene ranvoa:
- Totalni (dubl ranvoa) ili ping-pong doktrina koliziona norma prvoupućenog prava upućuje supstancijalno ili koliziono u zavisnosti od toga da li prvoupućeno pravo prihvata ranvoa  i na koji način
- - ako prihvata ranvoa - upućuje koliziono, te će se lanac završiti tamo gde uputi koliziona norma drugoupućenog prava
- - ako ne prihvata ranvoa - upućuje supstancijalno, lanac će se završiti, jer je upućeno materijalno pravo merodavno  (na primer Belgijska koliziona norma upućuje na Kongoansko pravo kao merodavno po lex nationalis kao tački vezivanja na primer, a kongoanske kolizione norme uzvraćaju na belgijsko pravo koje konačno upućuje na kongoansko pravo kao merodavno i time se prekida lanac). Dakle, kod duplog ranvoa uzima se u obzir pored strane kolizione norme i stav stranog prava o ranvoa.
- Foreign court theory (teorija stranog suda), („sudim kao što bi sudio sud zemlje na koju upućuju moje kolizione norme“). Domaći sud primenjuje pravo onako kako bi primenio sud na koji su uputile domaće  kolizione norme. U situaciji ako bi to pravo (prvoupućene države) koliziono upućivalo na pravo treće države, onda bi sud (početne države) morao da uzme u obzir na isti način i norme tog trećeg prava, koje bi onda iznova mogle da upute na sledeće pravo. Ne bi bilo propisanog kraja lanca, već bi upućivanje trajalo, dok jedno pravno ne uputi konačno na supstancijalno pravo. Određeni teoretičari spajaju Dupli Ranvoa i Teoriju stranog suda, ali razlika postoji u definisanju okončavanja lanca upućivanja, kod Duplog je propisan kraj, dok kod Teorije stranog suda upućivanje traje sve dok jedno pravo ne uputu materijalno.

- Delimični ili singl ranvoa gde se čini samo jedan korak u lancu uzvraćanja i upućivanja na dalje pravo, to jest primenjuju se materijalne norme lex causae na koje su ukazale kolizione norme stranog prava na koje su prvo uputile kolizione norme lex fori.

Najpoznatiji slučaj primene ranvoa u praksi jeste slučaj Forgo (Forgo`с case) iz 1882. godine.

## Ranvoa u srpskom pravu
Srpski ZMPP predviđa ustanovu ranvoa u članu 6 koji glasi:
"Ako bi po odredbama ovog zakona trebalo primeniti pravo strane države uzimaju se njegova pravila o određivanju merodavnog prava.Ako pravila strane države u određivanju merodavnog prava uzvraćaju na pravo Srbije, primeniće se srpsko pravo ne uzimajući u obzir pravila o određivanju merodavnog prava". 